# Christina Risler
Christina Risler (1º novembre 1983) è un'ex sciatrice alpina canadese.

## Biografia
Originaria di Whistler e attiva in gare FIS dal novembre del 1998, in Nor-Am Cup la Risler esordì il 17 febbraio 1999 ad Apex in discesa libera (32ª) e ottenne il primo podio il 9 gennaio 2001 a Lake Louise in supergigante (2ª). Sempre nel 2001 esordì in Coppa del Mondo, il 30 novembre a Lake Louise in discesa libera (57ª), e conquistò la sua unica vittoria in Nor-Am Cup, il 10 dicembre ancora a Lake Louise in discesa libera.
In Coppa del Mondo sempre a Lake Louise in discesa libera ottenne il miglior piazzamento, il 6 dicembre 2003 (40ª), e prese per l'ultima volta il via, il 4 dicembre 2004 (50ª); il 7 dicembre successivo salì per l'ultima volta sul podio in Nor-Am Cup, nella medesima località in supergigante (3ª). Si ritirò durante quella stessa stagione 2004-2005 e la sua ultima gara fu un supergigante FIS disputato il 5 febbraio ad Apex, non completato dalla Risler; in carriera non prese parte a rassegne olimpiche o iridate.

## Palmarès

### Nor-Am Cup
- Miglior piazzamento in classifica generale: 6ª nel 2002
- 8 podi:
  - 1 vittoria
  - 2 secondi posti
  - 5 terzi posti

#### Nor-Am Cup - vittorie
| Data             | Località    | Paese  | Specialità |
| ---------------- | ----------- | ------ | ---------- |
| 10 dicembre 2001 | Lake Louise | Canada | DH         |

Legenda:

DH = discesa libera

### Campionati canadesi
- 3 medaglie:
  - 2 argenti (discesa libera nel 2001; discesa libera nel 2002)
  - 1 bronzo (supergigante nel 2001)